# SpongeBob SquarePants: Lights, Camera, Pants!
SpongeBob SquarePants: Lights, Camera, Pants! (с англ. — «Губка Боб Квадратные Штаны: Свет, камера, штаны!») — видеоигра, основанная на мультсериале «Губка Боб Квадратные Штаны». Была выпущена в октябре 2005 года для Xbox, PlayStation 2, Nintendo GameCube, Game Boy Advance и Windows. Это первая игра по Губке Бобу, в которой представлены многопользовательские мини-игры, похожие на серию видеоигр «Mario Party».

## Игровой процесс

### Версия для домашних консолей
В версиях игры для домашней консоли город Бикини Боттом продюсирует юбилейное шоу «Новые приключения Морского Супермена и Очкарика», исполнительным продюсером которого является Гилл Хаммерштейн (озвучивает Нолан Норт), в котором главный герой Губка Боб Квадратные Штаны желает сыграть главную роль. Губка Боб должен соревноваться с Патриком, Сквидвардом, Юджин Крабс, Сэнди Чикс и Планктоном в стремлении произвести впечатление на продюсеров и получить главную роль злодея.
Игра включает в себя 30 уникальных мини-игр (называемых «прослушивание»), которые имеют разный стиль игры и цели, хотя общая цель — набрать наибольшее количество очков. Каждая мини-игра основана на области или локации в Бикини Боттоме. В каждой локации есть по три мини-игры. Всего есть 8 локаций, в общей сложности 24 мини-игры, в которых можно играть в сюжетном режиме. Остальные шесть — это открываемые бонусные мини-игры. Примеры мини-игр включают экзамен по вождению, цель которого — пройти от первого до трёх курсов вождения; побег из тюрьмы, цель которого — освободить как можно больше заключённых, не будучи пойманными; и мини-игра с ритмом, цель которой — сопоставить короткие и длинные музыкальные ноты, движущиеся к маркеру. Есть два типа мини-игр: свободный, где все игроки соревнуются друг с другом, и тип 2-на-2, где игроки делятся на две команды по два человека.
В игре представлены шесть игровых персонажей: Губка Боб, Сквидвард, Сэнди, Планктон, Патрик и мистер Крабс. Перед началом игры игрок должен выбрать одного из шести персонажей, а затем выбрать, присоединить ли до трёх других игроков или играть с противниками, управляемыми искусственным интеллектом. Все персонажи доступны с самого начала и имеют только эстетические отличия в мини-играх, например Губка Боб отмечен жёлтым; у них нет игрового преимущества друг перед другом. Тем не менее, у игрока есть возможность выбрать сложность игрового процесса из трёх различных вариантов (Лёгкий, Средний и Тяжёлый), а также установить сложность искусственного интеллекта противников в трёх вариантах (Глупый, Нормальный, Умный).

#### Режимы игры
В режиме истории игрокам необходимо набрать определённое количество очков популярности, чтобы пройти через 8 локаций в игре. Если ни один из персонажей не наберёт достаточно очков, мини-игры придётся переигрывать, пока один из них не пройдёт отметку. Если два или более персонажа набирают одинаковое количество очков, будет проведена игра на тай-брейк, чтобы определить победителя, в зависимости от того, сколько из них имеют равное количество очков. Кроме того, каждое место также оценивает количество очков, полученных всеми четырьмя персонажами; наличие наивысшего качества означает, что этот конкретный персонаж становится главной звездой сегмента фильма, посвящённого локации. После прохождения всех 8 локаций видеоклипы объединяются в полнометражный кинематографический ролик.
В сюжетном режиме есть три фазы: бронзовая, серебряная и золотая. Произведённые фильмы такие же; разница заключается в количестве баллов, необходимых для прохождения локации. На каждой фазе также есть свои фигурки и иллюстрации, которые можно разблокировать, выполнив определённую задачу и набрав определённое количество очков в определённой мини-игре. Игра предупредит игрока при попытке перейти к следующей фазе, поскольку нет другого способа вернуться к более ранней фазе, кроме как начать заново с бронзовой фазы; как только игрок решит перейти в новую фазу, все фигурки и рисунки из ранее завершённой фазы, которые ещё не были собраны, останутся заблокированными.
Игра также включает режим турнира, в котором четыре игрока могут участвовать в турнире, состоящем из пяти мини-игр. Также включено одиночное прослушивание, в котором четыре игрока могут соревноваться в одной мини-игре. В любую разблокированную мини-игру можно играть в любом режиме. Все три фазы сюжетного режима также применимы к турниру и одиночному прослушиванию, давая игрокам возможность получить фигурки и иллюстрации, которые они пропустили в сюжетном режиме.

### Версия для ПК
Версия игры для ПК представляет собой приключение в режиме point-and-click, главная цель которого — найти актёров для телешоу. Когда Губка Боб найдёт всех актёров, нужно будет выбрать, кто кого будет играть. 

### Версия Game Boy Advance
В версии Game Boy Advance Гил Хаммерштейн и его команда собираются снять специальный эпизод «Новые приключения Морского Супермена и Очкарика», но двух героев не хватает, поэтому Губка Боб и его друзья добровольно их ищут. Им также предлагаются роли в спецвыпуске. Версия Game Boy Advance разделена на четыре мира — Mermalair, S.S. Rest Home, Goo Lagoon и Sound Stage. Каждый мир состоит из четырёх уровней, состоящих из сегментов с платформингом, вождением и различных мини-игр. Завершая уровни, можно разблокировать некоторые дополнительные мини-игры, и на одном уровне для каждого мира персонаж, достигший его конца, получает роль. После завершения четырёх миров открывается Финальная игра, позволяющая игроку участвовать в событиях телешоу через мини-игры.
Основными предметами коллекционирования в игре являются Золотые звёзды, которые используются в качестве внутриигровой валюты. Золотые звезды можно использовать для покупки дополнительных жизней или мини-игр.
В версии для Game Boy Advance есть четыре игровых персонажа: Губка Боб Квадратные Штаны, Патрик Стар, Сэнди Чикс и Сквидвард. Хотя персонаж должен быть выбран перед прохождением уровня, игрок может менять персонажей в любое время в игре. У каждого персонажа есть свой набор способностей.

## Оценки игры
| Сводный рейтинг | Сводный рейтинг |
| Агрегатор       | Оценка          |
| --------------- | --------------- |
| GameRankings    | 61,46 %         |